# The Idler Wheel...
The Idler Wheel...es el cuarto álbum de estudio de la cantante y compositora Fiona Apple. Al Igual que su segundo álbum When the Pawn... su título deriva de un poema escrito por la misma Apple. El álbum fue lanzado en Reino Unido el 18 de junio de 2012 y en los EE.UU. el 19 del mismo mes por Epic Records. El álbum debutó número tres en la Billboard 200 (su mayor debut hasta la fecha); vendiendo 72,000 copias en su primera semana. El álbum recibió una nominación en los Premios Grammy de 2013 por Mejor Álbum Alternativo. El álbum estuvo incluido en listas de lo mejor del año en varias publicaciones.

## Antecedentes y Lanzamiento
Siguiendo los retrasos y la controversia que rodeaba el lanzamiento de Extraordinary Machine, Apple empezó grabar material nuevo para su cuarto álbum de estudio en secreto, incluso de su disquera, Epic Records. Cuándo la revista BlackBook le peguntó cuándo inició las sesiones de grabación, Apple remarcó, "Habrán empezado en 2008 o 2009. No sé! No tengo idea. Es extraño pensar que hubo un 2008, 2009, 2010, 2011... ¿Donde he estado?, ¿Qué estaba haciendo?, ¿Sobre qué fue ese año?" Apple elaboró:

"Era muy casual, y no admitía del todo que estaba haciendo un nuevo álbum, usaba el tiempo en el estudio para inspirarme a terminar otras cosas en vez de hacer tarea, la cual tenía que entregar. No hubo nada de presión. La compañía discográfica no sabía que estaba haciéndolo, así que no tenía a nadie husmeando sobre mi hombro".

En lugar de Jon Brion su colaborador de muchos años, Apple optó por producir el álbum con su baterista en giras, Charley Drayton. Los ejecutivos de Epic descubrieron que Apple había grabado un álbum a inicios de 2012, cuándo ella se los presentó. El álbum estaba originalmente planeado para lanzarse en 2011, pero Apple retrasó la fecha hasta que su discográfica tuviera un presidente nuevo en 2012, explicando que: "no quiera que su trabajo fuera mal manejado entre desórdenes corporativos." Durante un concierto secreto en Los Ángeles con Brion, Apple remarcó, "no puedo recordar ninguna de mis canciones nuevas porque han estado terminadas por un maldito año." En enero de 2012, LA. Reid anunció a través de Twitter que el material nuevo de Apple sería finalmente lanzado a finales de 2012.

## Promoción
Apple anunció un pequeño tour en la primavera de 2012, creando especulación sobre un posible nuevo álbum. Antes del primer show of de su nuevo tour, ambos, el álbum y su título: 'The Idler Wheel Is Wiser Than the Driver of the Screw and Whipping Cords Will Serve You More Than Ropes Will Ever Do.' fueron anunciados. El tour marcó la primera vez que Apple se presentaba fuera de Los Angeles en cinco años. Apple arrancó el tour con dos shows en el sur por Southwest Festival donde debutó tres canciones nueva de Idler Wheel... el primer sencillo del álbum, "Every Single Night", recibió buena acogida de la critica como de los fans. Jenn Pelly de Pitchfork nombró la canción como Mejor Nueva Música. Apple lanzó un video para la pista "Hot Knife" el 24 de Julio de 2013, dirigido por su ex pareja, Paul Thomas Anderson.
El 19 de julio de 2012, el mismo día que The Idler Wheel... fue lanzado, Apple se embarcó en un extenso tour por Norteamérica para promocionar el álbum. El tour empezó en Ithaca, New York,y finalizó en julio 29 en el Palladium de Hollywood. El 24 de Junio, Apple actuó en New York City, con otros artistas como Modest Mouse, Explosions in the Sky y Beck, entre otros.
El vídeo musical para "Every Single Night" se estrenó en Sundance Channel el 10 de Junio y está dirigido por Joseph Cahill. El mismo día, el álbum completo fue transmitido en NPR. El 18 de Junio, Apple hizo su primera aparición televisiva desde 2006 en Late Night with Jimmy Fallon. Apple canto "Anything We Want" con The Roots y celebró el cumpleaños 70 de Paul McCartney cantando "Let Me Roll It".

## Track listing
Todas las canciones escritas y compuestas por Fiona Apple. 
| N.º | Título               | Duración |  |
| 1.  | «Every Single Night» | 3:29     |  |
| 2.  | «Daredevil»          | 3:28     |  |
| 3.  | «Valentine»          | 3:32     |  |
| 4.  | «Jonathan»           | 5:03     |  |
| 5.  | «Left Alone»         | 4:50     |  |
| 6.  | «Werewolf»           | 3:12     |  |
| 7.  | «Periphery»          | 4:58     |  |
| 8.  | «Regret»             | 5:17     |  |
| 9.  | «Anything We Want»   | 4:40     |  |
| 10. | «Hot Knife»          | 4:02     |  |

| iTunes deluxe edition bonus track |         |          |  |
| N.º                               | Título  | Duración |  |
| 11.                               | «Largo» | 2:41     |  |

| Deluxe edition bonus DVD – filmed at SXSW, March 14, 2012 |                             |          |  |
| N.º                                                       | Título                      | Duración |  |
| 1.                                                        | «Every Single Night» (live) | 3:19     |  |
| 2.                                                        | «Anything We Want» (live)   | 5:00     |  |
| 3.                                                        | «Fast as You Can» (live)    | 5:15     |  |
| 4.                                                        | «A Mistake» (live)          | 5:53     |  |
| 5.                                                        | «Sleep to Dream» (live)     | 4:40     |  |